# Bellincinia abyssinica
Bellincinia abyssinica là một loài rêu tản trong họ Porellaceae. Loài này được (Nees) Kuntze miêu tả khoa học lần đầu tiên năm 1891.